# كواينتون (باكينجهامشير)
کواينتون (باكينجهامشير) (بالإنجليزية: Quainton)‏ هي قرية و أبرشية مدنية تقع في المملكة المتحدة في فال أيلزبري.  يقدر عدد سكانها بـ 1,292 نسمة .